# Українська термінологія

## Історія
Якщо розглядати найдавніші офіційно-ділові пам'ятки давньоруської мови, то можна виділити правові документи руського періоду, зокрема «першу відому нам відому пам'ятку [південно-]руського законодавства» (за І. Франком) — Статут (устав) Володимира і договори Русі з Візантією X сторіччя, які свідчать про «високий рівень права Руської держави». Однак, писемна давньоруська мова існувала на основі церковнослов'янської, а зв'язки з живими місцевими діалектами були незначні, тому прямим і беззаперечним предком української мови вважають староукраїнську (старобілоруську, руську, литовську) мову, яка сформувалася у XIV столітті.
Перший друкований український словник, «Лексіконъ славенорωсскїй альбо Именъ тлъкованїє», видав Памво Беринда 1627 року.
Важливу роль у поширенні наукових знань в Україні відіграли Острозький культурно-освітній центр; братські школи, що виникали в XVI–XVII ст. у Львові, Бересті, Рогатині, Перемишлі, Луцьку, Кременці та інших містах; Київський культурно-освітній центр (Братська школа — з 1615 р., Києво-Могилянська колегія — з 1632 р.).
У 1873 р. у Львові засновано Наукове товариство імені Тараса Шевченка, яке з 1892 р. стає першим українським науковим центром на зразок європейських академій. Термінологи НТШ мали різні погляди на розвиток української термінології, тому виокремились такі дві групи науковців: 1) прихильники термінотворення в дусі народної мови, на її основі й за її законами (В. Левицький, І. Пулюй, І. Верхратський, І. Кандяк, Р. Цегельський); 2) симпатики запровадження в українську мову інтернаціональної термінології (І. Горбачевський, С. Рудницький, М. Вікул, А. Семенцов).
Українське мовознавство, зокрема термінологія, за висловом українського термінолога А. Вовка (США), пережило «золоте десятиріччя» (1921—1931), маючи державну підтримку (політика «коренізації»), свободу дій у вдосконаленні термінології й загальновизнаність праць (адже правопис 1928 року сформовано на основі компромісу мовознавців із УСРР і Галичини). Інститут української наукової мови ВУАН структурно поділявся на шість відділів: природничий, сільськогосподарський, соціально-економічний, технічний, мистецький і правничий.
Після підписання Угоди з Державним видавництвом України на укладання 34-х термінологічних словників у штаті Інституту працювали керівник (Г.Холодний), 12 редакторів, 6 технічних працівників; позаштатних працівників було 223 особи (станом на 1 листопада 1928 р.), серед них – 3 академіки, 44 професори, 40 викладачів вищої школи, 6 директорів наукових установ. За два роки було укладено й видано 24 словники з різних галузей науки, техніки й культури.
У 1930-х роках розпочалось переслідування українських мовознавців. Ліквідовано Інститут української наукової мови. Програмними для репресій статтями «На боротьбу з націоналізмом на мовному фронті» А. Хвилі та «Термінологічне шкідництво і його теоретичне коріння» О. Фінкеля. Через значні відмінності від російської та міжнародної термінології виходили розгромні статті як-от «Проти націоналізму в математичній термінології» (1934) та інші. Було заборонено більшість словників 1921—1932 років, впроваджено новий правопис, який наблизив українську мову до російської.